# 구계항
구계항(龜溪港)은 경상북도 영덕군 남정면 구계리에 있는 어항이다. 1971년 12월 21일 국가어항으로 지정되었다. 관리청은 해양수산부 동해어업관리단, 시설관리자는 영덕군수이다.

## 어항 연혁
- 구계는 마을 앞 바위의 모양이 마치 새우가 물에 떠 있는 형상과 같아 하부라 하였는데 이것이 변하여 구배, 구계가 되었다는 설과 마을 뒷산이 거북이 형상이고 깊은 계곡이 있어 구계라는 설이 있다.
- 동해안의 7번 국도에서 가장 자연 환경이 아름답기로 소문난 구계항은 1988년 기본시설에 대한 계획을 수립하고 1991년 기본시설을 완공한 국가어항이다.[1]

## 어항 구역
구계항의 어항구역은 다음과 같다.
- 수역: 구계리 시가 중심부를 관통하는 하천에 가설된 교량 중앙을 중심으로 반경 400m선을 따라 형성된 공유수면[2]
- 육역: 경상북도 영덕군 남정면 구계리 174-1 외 8필지(상세내역은 생략)[3]

## 개발 계획
2007년 1월 29일 변경고시된 개발계획은 다음과 같다.
- 북방파제 350보강135m, 남방파제 98m, 파제제 70m, 물양장 375m, 선양장 30m, 수제선정비 1식(180m), 준설 4.7천m3

## 여행 정보
- 구계항 주변의 방파제는 수심이 깊고 망상어, 학꽁치, 돔 등의 어종이 풍부해 강태공들이 사시사철 찾아오는 낚시터로 각광을 받고 있다. 바닷가 언덕에 수백년 있음직한 아름드리 해송들과 동해의 망망대해, 멀리 보이는 등대는 구계항을 찾아오는 관광객들의 눈과 마음을 사로잡는다. 또한 팔각산, 경보화석 박물관, 옥계계곡, 부경온천도 함께 둘러보면 동해바다의 매력과 더불어 여행의 재미에 흠뻑 빠질 수 있다.[5]
- 주변관광명소 : 경보화석 박물관, 팔각산, 옥계 계곡

## 먹거리
- 물가자미회